# Liste des châteaux d'East Ayrshire
Cette liste recense les principaux châteaux du council area d'East Ayrshire en Écosse.

## Liste
| Nom                     | Type             | Date                          | Condition                                                             | Propriétaire          | Localisation                              | Notes | Image                    |
| ----------------------- | ---------------- | ----------------------------- | --------------------------------------------------------------------- | --------------------- | ----------------------------------------- | --- | ------------------------ |
| Château d'Aiket         |                  | XVIe siècle                   | Restauré et habité                                                    | Privé                 | Dunlop, 55° 42′ 20″ N, 4° 34′ 02″ O       | |                          |
| Barr                    | Maison-tour      | XVe siècle                    |                                                                       | Loge maçonnique       | Galston, 55° 36′ 01″ N, 4° 22′ 48″ O      | Également appelé tour de Lockhart. Abrite une loge maçonnique.                                                                            | Barr Castle, Galston.    |
| Château de Busbie       | Maison-tour      | XIVe siècle                   | Quasi-disparu                                                         |                       | Knockentiber, 55° 37′ 12″ N, 4° 32′ 44″ O | Démoli dans les années 1950. |                          |
| Château de Caprington   | Maison-tour      | XVe siècle                    | Habité                                                                | Privé                 | Kilmarnock, 55° 35′ 38″ N, 4° 31′ 43″ O   | Transformé en maison baronniale vers 1830.                                                                                                |                          |
| Château de Carnell      | Maison-tour      | XVe siècle                    | Transformé en hôtel                                                   | Privé                 | Kilmarnock, 55° 33′ 35″ N, 4° 25′ 53″ O   | Transformé en maison baronniale en 1843                                                                                                   |                          |
| Château de Cessnock     | Maison-tour      | XIIIe siècle                  | Restauré et habité                                                    | Privé                 | Galston, 55° 35′ 27″ N, 4° 21′ 54″ O      | |                          |
| Château de Corsehill    | Maison-tour      |                               | En ruines                                                             | Privé                 | Stewarton, 55° 41′ 18″ N, 4° 31′ 14″ O    | Également appelé château de Ravenscraig.                                                                                                  |                          |
| Château de Craigie      | Fortification    | XIIe siècle                   | En ruines                                                             | Historic Scotland     | Craigie (en), 55° 33′ 11″ N, 4° 31′ 28″ O | |                          |
| Château de Craufurdland | Maison-tour      | XIVe siècle                   | Habité                                                                | Privé                 | Kilmarnock, 55° 38′ 09″ N, 4° 27′ 19″ O   | Extension de style gothique ajoutée au XIXe siècle.                                                                                       |                          |
| Château de Dean         | Courtyard Castle | XIXe siècle                   | Restauré                                                              | East Ayrshire Council | Kilmarnock, 55° 37′ 24″ N, 4° 29′ 05″ O   | Transformé en musée. |                          |
| Château de Dunlop       |                  |                               | Disparu                                                               | Privé                 | Dunlop                                    | |                          |
| Château de Kilmaurs     |                  |                               | Disparu                                                               | Privé                 | Kilmaurs                                  | Remplacé par Kilmaurs Place. |                          |
| Château de Kingencleugh | Maison-tour      | XVIe siècle                   | En ruines                                                             |                       | Mauchline, 55° 30′ 06″ N, 4° 22′ 15″ O    | |                          |
| Château de Lainshaw     | Maison-tour      | XVe siècle                    | Transformé en manoir au XIXe siècle                                   | Privé                 | Stewarton, 55° 40′ 29″ N, 4° 31′ 46″ O    | | Lainshaw Castle in 1779. |
| Château de Loch Doon    | Château fort     | XIVe siècle                   | En ruines                                                             | Historic Scotland     | Loch Doon, 55° 13′ 34″ N, 4° 23′ 06″ O    | Ruines déplacées durant les années trente en raison d'une élévation du niveau du loch dû à la construction d'un barrage hydro-électrique. |                          |
| Château de Loudoun      | Château fort     | XVe siècle                    | Transformé en maison baronniale au XIXe siècle, aujourd'hui en ruines | Privé                 | Galston, 55° 36′ 38″ N, 4° 22′ 22″ O      | |                          |
| Château de Mauchline    | Maison-tour      | XVe siècle                    | Préservé                                                              | Privé                 | Mauchline, 55° 30′ 57″ N, 4° 22′ 51″ O    | |                          |
| Tour de Newmilns        | Maison-tour      | 1525                          | Restauré                                                              | Privé                 | Newmilns, 55° 36′ 28″ N, 4° 19′ 30″ O     | |                          |
| Château de Riccarton    |                  |                               | Disparu                                                               |                       | Riccarton, 55° 35′ 43″ N, 4° 29′ 54″ O    | Une plaque commémorative est apposée sur la caserne de pompiers de Riccarton.                                                             |                          |
| Château de Robertland   | Château fort     | XVIe siècle                   | En ruines                                                             | Privé                 | Stewarton, 55° 41′ 27″ N, 4° 28′ 44″ O    | |                          |
| Château de Rowallan     | Manoir           | XVIe siècle                   | Préservé                                                              | Historic Scotland     | Kilmaurs, 55° 39′ 00″ N, 4° 29′ 20″ O     | |                          |
| Château de Sorn         | Manoir           | XVIe siècle, remodelé au XIXe | Préservé                                                              | Privé                 | Sorn, 55° 30′ 51″ N, 4° 18′ 03″ O         | |                          |
| Templehouse Fortalice   |                  |                               | Disparu                                                               |                       | Stewarton                                 | |                          |
| Château de Terringzean  | Maison-tour      | XVIIe siècle                  | En ruines                                                             | Privé                 | Auchinleck, 55° 27′ 25″ N, 4° 15′ 56″ O   | Également appelé château de Taringzean.                                                                                                   |                          |
| Château de Trabboch     | Maison-tour      | XIVe siècle                   | En ruines                                                             |                       | Stair, 55° 28′ 07″ N, 4° 26′ 25″ O        | |                          |